# WaPo Elbe

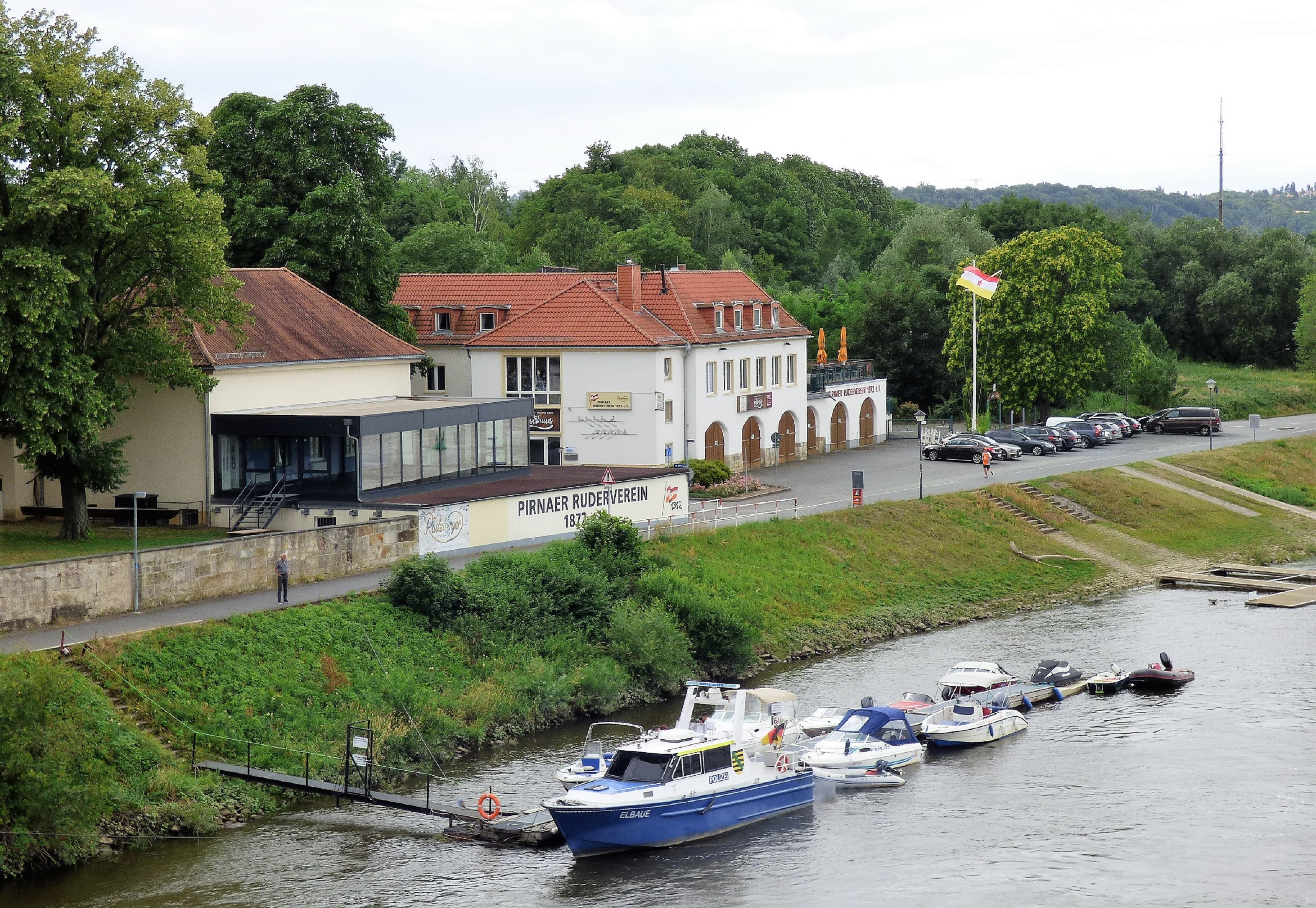
Gebäude des Pirnaer Rudervereins mit dem Boot „Elbaue“ der „WaPo Elbe“

WaPo Elbe ist eine deutsche Fernsehserie, die seit dem 14. Februar 2023 im Ersten ausgestrahlt wird. Sie wird vom MDR und Polyphon Film- und Fernsehgesellschaft produziert. Nach WaPo Bodensee, WaPo Berlin und WaPo Duisburg ist diese Serie die vierte aus dem Bereich der Wasserschutzpolizei.

## Inhalt
Hauptkommissarin Maike Junghans, eine gebürtige Dresdnerin, leitet die Wache in Pirna. Ihr Team besteht aus Hauptkommissar Sami Fares, dessen Familie einst aus dem Libanon floh, sowie Kommissar Moritz Krätschmer, den es von Hamburg aus elbaufwärts nach Sachsen gezogen hat, und Kommissarin Jana Macourek, die tschechische Wurzeln hat. Vier unterschiedliche Figuren, die ihren Beruf als gemeinsame Mission verstehen. Die Wasserschutzpolizei Elbe– kurz „WaPo Elbe“– ermittelt im deutsch-tschechischen Grenzgebiet. Die Fälle der ersten Staffel:
- ein Bootsunfall mit Todesfolge während eines Vatertagausflugs
- ein Freiwasserschwimmer, der beim Training ertrinkt
- Umwelt- und Tierschutz bei der Wiederansiedelung von Lachsen in der Elbe
- ein Raub in einem Schloss
- monetäre Vorteilsnahme alter verstorbener Menschen
- ein Mord durch Drogen
- ein vorsätzlicher Bootsunfall durch Mobbing
- eine Zusammenarbeit und Kontroverse mit tschechischen Kollegen zum Drogenschmuggel

## Dreharbeiten
Der Einsatzort liegt neben der Pirnaer Elbbrücke. Das Wachgebäude ist eigentlich der Kraft- und Trainingsraum des Pirnaer Rudervereins 1872. Das Polizeiboot „Elbaue“ ist ein ausgemustertes, aber original eingerichtetes Polizeiboot, das die Filmcrew in Nordrhein-Westfalen ersteigern konnte, nachdem dort 2020 ein neues Boot in Dienst gestellt wurde. Die Dreharbeiten zur 1. Staffel fanden von April 2022 bis Juli 2022 statt.
Die Dreharbeiten für eine zweite Staffel (Folgen 9–16) fanden bis zum 12. Oktober 2023 statt. Die Dreharbeiten für eine dritte Staffel (Folgen 17–24) starteten am 11. März 2025 und sollen bis 6. Juni 2025 andauern, ein Sendetermin steht noch nicht fest.

## Episodenliste
| Staffel | Episodenanzahl | Erstausstrahlung | Erstausstrahlung |
| Staffel | Episodenanzahl | Staffelpremiere  | Staffelfinale    |
| ------- | -------------- | ---------------- | ---------------- |
| 1       | 8              | 14. Februar 2023 | 4. April 2023    |
| 2       | 8              | 3. Dezember 2024 | 4. Februar 2025  |

### Staffel 1
| Nr. (ges.) | Nr. (St.) | Originaltitel             | Erstausstrahlung D | Regie          | Drehbuch                    | Zuschauer | Marktanteil |
| ---------- | --------- | ------------------------- | ------------------ | -------------- | --------------------------- | --------- | ----------- |
| 1          | 1         | Vatertag                  | 14. Februar 2023   | Peter Ladkani  | Jan Schröter                | 2,77 Mio. | 12,4 %      |
| 2          | 2         | Gegen den Strom           | 21. Februar 2023   | Peter Ladkani  | Martin Muser, Hanno Raichle | 3,60 Mio. | 15,5 %      |
| 3          | 3         | Von Lachsen und Leichen   | 28. Februar 2023   | Peter Ladkani  | Jörg Tensing                | 2,79 Mio. | 12,3 %      |
| 4          | 4         | Die geheimnisvolle Insel  | 7. März 2023       | Susanne Boeing | Jörg Tensing                | 2,94 Mio. | 12,9 %      |
| 5          | 5         | Ewiges Leben              | 14. März 2023      | Susanne Boeing | Martin Muser, Hanno Raichle | 2,93 Mio. | 12,5 %      |
| 6          | 6         | White Lightning           | 21. März 2023      | Peter Ladkani  | Hanno Raichle, Martin Muser | 2,65 Mio. | 12,1 %      |
| 7          | 7         | Aus dem Ruder             | 28. März 2023      | Susanne Boeing | Jörg Tensing                | 2,58 Mio. | 12,5 %      |
| 8          | 8         | Der Feind auf meinem Boot | 4. April 2023      | Susanne Boeing | Jörg Tensing                | 2,79 Mio. | 13,3 %      |

### Staffel 2
Die 2. Staffel wurde zwischen dem 18. Juli 2023 und dem 12. Oktober 2023 gedreht, sie wird seit dem 3. Dezember 2024 ausgestrahlt.
| Nr. (ges.) | Nr. (St.) | Originaltitel       | Erstausstrahlung D | Regie          | Drehbuch                      | Zuschauer | Marktanteil |
| ---------- | --------- | ------------------- | ------------------ | -------------- | ----------------------------- | --------- | ----------- |
| 9          | 1         | Was du nicht siehst | 3. Dezember 2024   | Edzard Onneken | Martin Muser, Hanno Raichle   | 2,72 Mio. | 13,5 %      |
| 10         | 2         | Goldrausch          | 10. Dezember 2024  | Edzard Onneken | Jan Schröter                  | 2,70 Mio. | 13,5 %      |
| 11         | 3         | Scheißtag           | 17. Dezember 2024  | Edzard Onneken | Martin Muser, Hanno Raichle   | 2,47 Mio. | 12,4 %      |
| 12         | 4         | Tödliches Klima     | 7. Januar 2025     | Edzard Onneken | Agnes Schruf, Meriko Gehrmann | 2,55 Mio. | 12,5 %      |
| 13         | 5         | Schorf              | 14. Januar 2025    | Philipp Osthus | Martin Muser, Hanno Raichle   | 2,69 Mio. | 13,1 %      |
| 14         | 6         | Bumerang            | 21. Januar 2025    | Philipp Osthus | Martin Muser, Hanno Raichle   | 2,65 Mio  | 12,8 %      |
| 15         | 7         | Gipfelstürmer       | 28. Januar 2025    | Philipp Osthus | Jens Schäfer                  | 2,52 Mio  | 12,4 %      |
| 16         | 8         | Nur zehn Minuten    | 4. Februar 2025    | Philipp Osthus | Martin Muser, Hanno Raichle   | 2,49 Mio  | 12,2 %      |

## Zuschauerzahlen
| Staffel | Staffel | Ep. 1 | Ep. 2 | Ep. 3 | Ep. 4 | Ep. 5 | Ep. 6 | Ep. 7 | Ep. 8 |
| ------- | ------- | ----- | ----- | ----- | ----- | ----- | ----- | ----- | ----- |
|         | 1       | 2,77  | 3,6   | 2,79  | 2,94  | 2,93  | 2,65  | 2,58  | 2,79  |
|         | 2       | 2,72  | 2,7   | 2,47  | 2,55  | 2,69  | 2,65  | 2,52  | 2,49  |